# Bo Larsson (konstnär)
Bo Larsson, född 1945 i Sala, är en svensk konstnär.
Larsson studerade vid Konstfackskolan 1962-1966 och vid Konstakademien i Stockholm 1967-1972. Han har ställt ut sina målningar på bland annat Moderna museet i Stockholm och Nationalmuseum i Stockholm. Hans motiv är huvudsakligen från Stockholm, ofta i skymningsljus och dåligt väder.
Larsson finns representerad vid Vetenskapsakademien porträttsamling, Bonniers porträttsamling, Moderna museet, Statens konstråd, Nordiska museet och vid Nationalmuseum i Stockholm.
2011 tilldelades han Samfundet S:t Eriks plakett.